# Gulpannad timalia
Gulpannad timalia (Schoeniparus variegaticeps) är en liten asiatisk fågel i familjen marktimalior inom ordningen tättingar. Den är endemisk för södra Kina där den anses vara hotad.

## Utseende och läte
Gulpannad timalia är en liten (11,5 cm) timalia. Den är vitaktig på huvudsidan och strupen, avdelat av en bred svart kindfläck, medan pannan är guldgul. Ovansidan är grå och vingpennorna gulkantade med en svart vingpanel i mitten. Stjärten är svart med gulorange kanter längst in på de yttre stjärtpennorna.
Bland lätena hörs ljudliga tjattrande varningar och ett enkelt lockläte. Sången har inte beskrivits.

## Utbredning och systematik
Arten förekommer i bergsskogar i södra Kina (östra Sichuan och Guangxi). Den behandlas som monotypisk, det vill säga att den inte delas in i några underarter.

### Släktes- och familjetillhörighet
Länge placerades arterna i Schoeniparus, Lioparus, Fulvetta och Alcippe i ett och samma släkte, Alcippe, men flera genetiska studier Senare genetiska studier visar att de är långt ifrån varandras närmaste släktingar och förs nu istället vanligen till tre olika familjer: Schoeniparus i marktimaliorna, Fulvetta och Lioparus i sylviorna, och Alcippe i fnittertrastarna eller i den egna familjen Alcippeidae.

## Status
Arten har ett relativt stort utbredningsområde och beståndet anses vara stabilt. Internationella naturvårdsunionen IUCN listar den därför som livskraftig (LC).